# Lawrence Wong
Lawrence Wong (chiń. upr. 黄循财; chiń. trad. 黃循財; pinyin Huáng Xúncái) (ur. 18 grudnia 1972 w Singapurze) – singapurski polityk i ekonomista. Wicepremier (2022–2024), minister finansów (od 2021) i premier Singapuru od 15 maja 2024.

## Życiorys
Wong urodził się we wschodnim Singapurze. Jego ojciec pracował jako sprzedawca, a matka była nauczycielką. W 1994 roku Wong uzyskał tytuł licencjata w dziedzinie ekonomii na Uniwersytecie Wisconsin-Madison w ramach stypendium ministerialnego. W 1995 uzyskał tytuł magistra ekonomii na Uniwersytecie Michigan, a w 2004 tytuł magistra administracji publicznej na Uniwersytecie Harvarda. W 1997 roku został zatrudniony jako ekonomista w Ministerstwie Handlu i Przemysłu, w 2002 roku Wong przeniósł się do Ministerstwa Finansów, a do 2004 roku pełnił funkcję dyrektora ds. finansowania opieki zdrowotnej w Ministerstwie Zdrowia. W latach 2005–2008 był głównym prywatnym sekretarzem premiera Lee Hsien Loonga. W latach 2009–2011 pełnił również funkcję dyrektora generalnego singapurskiego Urzędu ds. Rynku Energii (EMA). Od 2011 sprawuje mandat posła do parlamentu krajowego z list Partii Akcji Ludowej.
Pełnił szereg funkcji rządowych; był ministrem kultury i młodzieży (2012–2015), ministrem rozwoju narodowego (2015–2020) oraz ministrem edukacji (2020–2021). W czasie pandemii COVID-19 został mianowany współprzewodniczącym rządowego wieloresortowego komitetu ds. szybkiego reagowania.